# Hydrogeologický izolátor

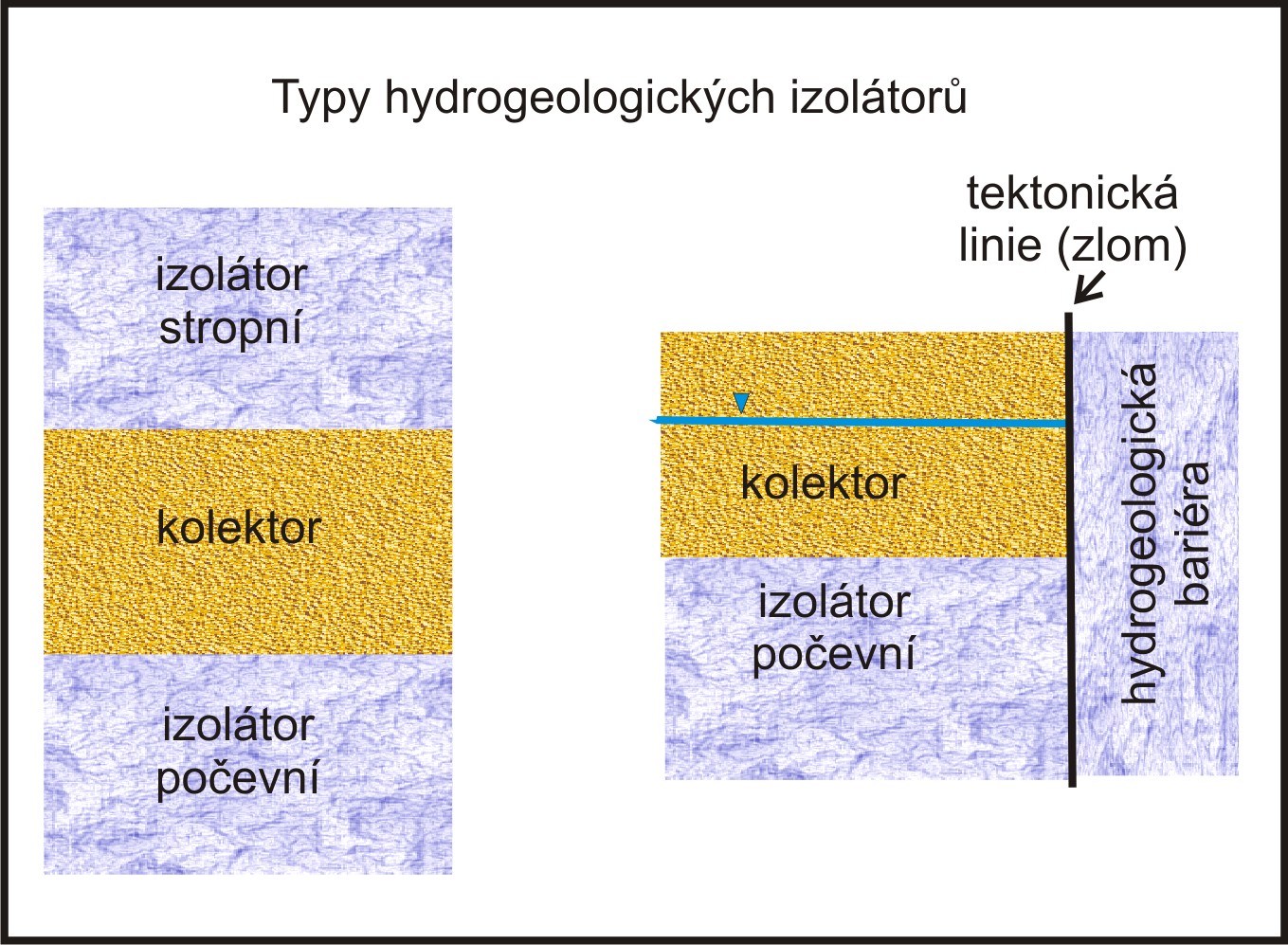
Typy hydrogeologických izolátorů

Hydrogeologický izolátor je horninové těleso, jehož propustnost je v porovnaní s propustností bezprostředně přilehlého horninového prostředí natolik menší, že se v něm gravitační voda za stejných hydraulických podmínek pohybuje mnohem hůře. Je to horninové těleso s výrazně (řádově) nižší propustností než je propustnost horninového prostředí v bezprostředním sousedství. Hornina může v určité pozici fungovat jako hydrogeologický izolátor a v jiné pozici jako hydrogeologický kolektor. 

## Dělení
Podle pozice vůči přilehlým kolektorům se hydrogeologické izolátory dělí na:
- Izolátory stropní: Hydrogeologický izolátor tvořící bezprostřední nadloží hydrogeologickému kolektoru.
- Izolátory počevní: Hydrogeologický izolátor tvořící bezprostřední podloží hydrogeologickému kolektoru
- Bariéry hydrogeologické: Hydrogeologický izolátor hraničící s hydrogeologickým kolektorem tak, že zabraňuje pohybu podzemní vody přes tuto hranici.

Za určitých piezometrických podmínek může hydrogeologický izolátor fungovat jako hydrogeologický poloizolátor.